# Sistema orçamentário
O sistema orçamentário consiste no controle da execução do orçamento público, por isso a sua contabilização é feita nas contas de compensação, já que o orçamento não consiste em fatos que aumentem ou diminuam o patrimônio público, mas somente na previsão da receita e fixação da despesa.
Na Administração pública do Brasil, desde a década de 20 do século XX se convencionou de integrar a Execução do Orçamento público à Contabilidade pública. Já nas empresas privadas, essa integração não era comum até que a partir dos anos 80 se começasse a aplicar os softwares de contabilidade, que possibilitavam a integração do orçamento com a contabilidade.
Curiosamente, o sistema orçamentário-contábil público dá ênfase a execução orçamentária de curto prazo. Já a contabilidade empresarial, desde que passou a integrar o orçamento, demonstrou uma preocupação com a integração dos orçamentos de longo prazo.

## Contabilidade Pública
Na contabilidade pública o sistema orçamentário é representado pelos atos de natureza orçamentária: são contabilizados, por exemplo, a previsão da receita e a fixação da despesa, o empenho da despesa, e a realização da receita e da despesa, além de outros lançamentos para encerramento do exercício.
O produto do sistema orçamentário público é o Balanço Orçamentário, modelo dado pelo Anexo 12 da Lei 4.320-64. Pelo modelo citado pode-se saber:
- o superávit ou déficit da Receita, que é a diferença total anual entre a Receita Prevista e a Receita Executada;
- o superávit ou déficit da Despesa, que é dado pela diferença total anual entre a Despesa Fixada e a Despesa Executada;
- o superávit ou déficit de Execução, que é dado pela diferença total anual da Receita e da Despesa Executada.

O art. 11, par. 3º da Lei 4.320-64 fala ainda em Superávit do Orçamento Corrente, que não é a simples segregação do superávit total entre superávit corrente e superávit de capital. Segundo o dispositivo citado, o superávit corrente "não constituirá item da receita orçamentária". O superávit é parte da Receita de Capital, conforme par. 2º do mesmo artigo.
O comando transcrito do par. 3º foi colocado pelo legislador apenas para se evitar a dupla contagem, já que o referido superávit pode ter financiado as Despesas de Capital. Outra implicação é a de que o superávit de execução da Receita Total com a Despesa Total, não poderá ser traduzido como superávit orçamentário.
Apesar de, na Administração pública, haver os instrumentos orçamentários de longo prazo, tais como o PPA - Plano Plurianual (instituído por preceito constitucional que derrogou o art. 23 da Lei 4.320-64), os Planos de Saúde e de Ensino e a possibilidade de emissão dos empenhos globais e por estimativa, deve se observar que o acompanhamento contábil integrado desses itens não faz parte do Balanço Orçamentário Público. Há apenas a segregação das Receitas e Despesas de Capital do exercício, não havendo menção aos saldos orçamentários de longo prazo remanescentes, necessários para que se cumpra o planejado.
Tanto os montantes da Receita Prevista quanto os da Despesa Fixada, são aprovados pela LOA - Lei Orçamentária Anual. Esta lei deverá, por sua vez, observar o aprovado na chamada LDO - Lei de Diretrizes Orçamentárias, expedida anualmente. Cada ente federativo deverá ter aprovada a sua LOA pelo Poder Legislativo. Todavia, a execução do Orçamento ficará a cargo do Chefe do Poder Executivo: Prefeito, Governador ou Presidente da República.
No exercício ou período de execução orçamentária, ou seja, no ano seguinte ao da aprovação da LOA, o Executivo poderá alterar os montantes das Despesas fixadas na LOA, através de autorização dos chamados Créditos suplementares ou ainda outros créditos adicionais.
Na LOA deverá estar estabelecido o percentual de alteração que o Executivo poderá mudar do fixado na LOA. Também deverá justificar a alteração da LOA, sendo que o excesso de arrecadação (ou seja, Receita Executada maior do que a Prevista) poderá ser uma das causas da autorização do crédito suplementar.